# اکلی (کلرادو)
اکلی (به انگلیسی: Eckley) شهری در ایالت کلرادو کشور ایالات متحده آمریکا است که جمعیت آن در سرشماری سال ۲۰۱۰ میلادی، ۲۵۷ نفر بوده‌است.